# スンダ語
スンダ語（スンダご、スンダ語: Basa Sunda、インドネシア語: Bahasa Sunda、英: Sundanese language）はインドネシアのジャワ島の西部で話されている言語である。オーストロネシア語族のマレー・ポリネシア語派の西語群に属する。話者は3000万人でインドネシアの人口の15%に当る。

## 方言
バンテン方言（Banten）、ボゴル方言（Bogor）、プリアガン方言（priangan）、チレボン方言（Cirebon）の四つがあり、その内分布する範囲の広いプリアガン方言が共通語の母体である。
- ボゴル方言 Bogor (sun-bog) - 西ジャワ州ボゴール
- プリアガン方言 Priangan (sun-pri) - 西ジャワ州プリアガン（英語版）
- バンテン方言 Banten (sun-ban) - バンテン州
- チレボン方言 Cirebon (sun-cir) - 西ジャワ州チルボン

## 文字
十二世紀か十三世紀までアラビア文字表記、十七世紀までジャワ文字表記だった。十九世紀中ごろから、ラテン文字が用いられるようになった。スンダ文字も存在するが、現在では使われていない。

## 音韻
七つの短母音と二十の子音からなる。

### 母音
- a [a]
- i [i]
- u　[u]
- e（éとも書く）[e]
- o　[o]
- e　[ə]
- eu（oに近い曖昧母音）［ɤ］

### 子音
- m　[m]
- p　[p]
- b　[b]
- w 　[w]
- （f,v）　[f]
- n　[n]
- t　[t]
- d　[d]
- s　[s]
- （z）[z]
- r　[r]
- l　[l]
- ny 　[ɲ]
- c 　[tʃ]
- j 　[dʒ]
- y 　[j]
- ng　[ŋ]
- k　　[k]
- g　　[ɡ]
- h　　[h]

スンダ語では一般に、f,v,zは外来語にのみ用いられる。
インドネシア語の借用語では
f->p, v->p, sy->s, sh->s, z->j, kh->h のように置き換わる

## 文法

### 基本語順
- 主語→動詞→目的語
- 被修飾語→修飾語

### 動詞
スンダ語には人称、時制、アスペクトによる動詞の活用が存在しない。時制やアスペクトは動詞の前にそれを表す語をおくことで表す。
- 未来　arékまたはbadé＋動詞

Taro ngapalkeun basa Sunda. （太郎はスンダ語を勉強する。）　　→ Taro arék ngapalkeun basa Sunda.（太郎はスンダ語を勉強するでしょう。）
- 過去、完了　enggeusまたはparantos＋動詞

Taro enggeus ngapalkeun basa Sunda.（太郎はスンダ語をもう勉強した。）
- 進行形　keunまたはnuju＋動詞

Taro keur ngapalkeun basa Sunda. （太郎はスンダ語を勉強している。）
- 経験  kungsi＋動詞

Taro kungsi ngapalkeun basa Sunda.（太郎はスンダ語を勉強したことがある。）
- 開始　 kakara＋動詞

Taro kakara ngapalkeun basa Sunda.（太郎はスンダ語を勉強したばかりだ。）

### その他

#### 受動態
受動態は接頭辞ka-を用いて表される。
bawa（運ぶ）→kabawa（運ばれる）

#### 助動詞
助動詞は動詞の直前に置かれる。
- 可能　　bisaまたはtiasa＋動詞「～できる」
- 意思　　hayangまたはhoyong＋動詞「～したい」
- 義務　　kuduまたはkedah＋動詞「～しなければならない」
- 許可　　meunangまたはkénging＋動詞「～してよい」

#### 関係節
関係節は先行詞→anuまたはnuで表される。
buku（本）nu kudu（～しなければならない） baca（読む）　→読まなければならない本

## あいさつ表現
- おはようございます。Wilujeng enjing
- こんにちは。Wilujeng siang.
- こんばんは。Wilujeng wengi
- ありがとうございます。Hatur nuhun.
- いいえ、どういたしまして。Sawangsulna./Sami-sami.
- お許しください。Hapunten.